# Gerda Baumbach
Gerda Baumbach (* 1950 in Thal) ist eine deutsche Theaterwissenschaftlerin.

## Werdegang
Nach dem Studium der Theaterwissenschaft an der Theaterhochschule „Hans Otto“ in Leipzig promovierte Gerda Baumbach 1978 mit einer Schrift über theatrale Qualitäten von Texten Heiner Müllers. Die Dissertation mit dem Titel Dramatische Poesie für Theater. Heiner Müllers BAU als Theatertext blieb unveröffentlicht. Erst später wurden die zugrundeliegenden, gemeinsam mit Gottfried Fischborn getätigten Interviews mit Heiner Müller veröffentlicht. Neben der Lehre an der Theaterhochschule war sie in der Theaterpraxis tätig. Seit 1986 war sie Mitarbeiterin bei Rudolf Münz am Lehrstuhl Ältere Theatergeschichte. 1993 erfolgte die Habilitation mit einer Schrift zu Parodieverfahren, Akteuren und Theater an der Universität Wien am Institut für Theater-, Film- und Medienwissenschaft. Dort war sie zudem bis 2003 regelmäßig als Lehrbeauftragte engagiert.
Seit 1994 arbeitet Gerda Baumbach als Professorin für Theaterwissenschaft an der Universität Leipzig, sie ist seit April 2017 emeritiert. Sie ist Autorin und Herausgeberin verschiedener Bücher und Verfasserin diverser Beiträge zu Theatergeschichte, Theatertheorie und Theateranthropologie. Die Reihe Leipziger Beiträge zur Theatergeschichtsforschung wird von ihr seit 2009 herausgegeben. Zudem hält sie regelmäßig Vorträge und Gastvorlesungen im In- und Ausland. Zusätzlich besteht eine Forschungskooperation mit italienischen Theaterhistorikern und Theateranthropologen der Universitäten Mailand, Rom und Turin, wobei sie das deutsch-italienische Projekt „Historische Anthropologie der Akteure und der Theater“ leitet.

## Forschung und Lehre
Gerda Baumbachs Forschungsergebnisse am Institut für Theaterwissenschaft der Universität Leipzig sind über die Website theaterstudien.de ersichtlich. Hier werden für die ausgeführten Publikationen, Veranstaltungen und Projekte zwei zentrale Grundsätze benannt:
- Die Verhältnisse zwischen Gegenwart und Vergangenheit:

„Das Verfahren des Historisierens, das Geschichtlichkeit von Gegenwart sowie Gegenwärtigkeit von Geschichte berücksichtigt, akzeptiert die Relativität scheinbar ewig gültiger Muster, Werte, Institutionen und schließt die Relativierung der eigenen Position ein.“
- Die Verhältnisse zwischen Praxis und Theorie:

„Das Verständnis von Theater als kulturelle Praxis verlangt einen kritischen Umgang mit Theorie. Aus den verschiedenen Blickwinkeln von Theorie und Praxis wird es möglich, nach Gesetzen zu suchen, die rituellen, spielerischen, sozialen, artifiziellen Praktiken, welche man »Theater« nennt, zugrunde liegen.“
Die Buchreihe Leipziger Beiträge zur Theatergeschichtsforschung konzentriert sich vor allem auf europäische Theatertraditionen vom 11. bis zum 18. Jahrhundert. Der Fokus liegt dabei auf gegenwärtiges und künftiges Theater.
2012 erschien ihr Buch Schauspieler. Historische Anthropologie des Akteurs. Band 1: Schauspielstile im Leipziger Universitätsverlag, Band 2: Historien folgte 2018. Im Zentrum der Untersuchung steht das Verhältnis des Akteurs zum Publikum, wobei die Methode der Allgemeinen Historischen Anthropologie, wie sie vom Institut der Erziehungswissenschaft an der Universität Innsbruck definiert wird, Anwendung findet. Diese bezieht sich auf das menschliche Sein mit seiner kulturellen Gestaltung existenzieller Bereiche in ihrem jeweiligen historischen Wandlungsprozess. Innerhalb dieses Prozesses werden überlieferte Traditionen mit historisch bedingten Ereignissen vermischt.
Im ersten der beiden Bände von Schauspieler. Historische Anthropologie des Akteurs beschreibt Baumbach die historische Herausbildung von drei sich in struktureller Hinsicht unterscheidenden Schauspielstilen im Zeitraum von der frühen Neuzeit bis zum Ende des 19. Jahrhunderts. Dabei stehen diese jeweils stellvertretend für eine bestimmte Auffassung vom Menschen:
„Allgemein kennzeichnend für den Comödien-Stil sind Leibesbewegungen (Gestikulationen), für den Rhetorischen Stil Affektvortrag und Körpergeste, für den Veristischen Stil Ausdruck der Gefühle und ihre Verkörperung.“
Im zweiten Band geht es nach der eigenen Beschreibung um die „Historien von der jahrhundertelangen europäischen Auseinandersetzung, die den Darsteller stets aufs Neue gegen den Comödianten in Stellung bringt.“

## Schriften

### Bücher
- (Hrsg.): Clowns. Theaterfiguren und ihr Hinterland. Aufsätze. Leipzig: Universitätsverlag 2021. [= Leipziger Beiträge zur Theatergeschichtsforschung, Bd. 9], ISBN 978-3-96023-428-9.
- Schauspieler. Historische Anthropologie des Akteurs. Band 2: Historien. Leipzig: Universitätsverlag 2018, ISBN 978-3-86583-705-9.
- (Mithrsg.): Momentaufnahme Theaterwissenschaft. Leipziger Vorlesungen. Berlin: Theater der Zeit 2014 [= Recherchen, 117].
- Schauspieler. Historische Anthropologie des Akteurs. Band 1: Schauspielstile. Leipzig: Universitätsverlag 2012, ISBN 978-3-86583-611-3.
- (Hrsg.): Auf dem Weg nach Pomperlörel. Kritik „des“ Theaters. Aufsätze. Leipzig: Universitätsverlag 2010 [= Leipziger Beiträge zur Theatergeschichtsforschung, Bd. 2], ISBN 978-3865834225.
- (Hrsg.): Theaterkunst & Heilkunst. Studien zu Theater und Anthropologie. Köln, Weimar, Wien: Böhlau 2002, ISBN 978-3412088019.
- Seiltänzer und Betrüger? Parodie und kein Ende. Ein Beitrag zu Geschichte und Theorie von Theater. Tübingen, Basel: Francke Verlag 1995 (zugl. Habil.-Schr., Universität Wien 1993), ISBN 978-3772018411.

### Aufsätze (Auswahl)
Beiträge u. a. zu: Theatergeschichte, Theatertheorie und Theateranthropologie, Commedia all’improvviso und Renaissancetheater, Theateravantgarde (ein Schwerpunkt V. E. Meyerhold), Maske, Schauspielkunst, Theaterfiguren, Fachgeschichte der Theaterwissenschaft.
- Erinnern, Erzählen, Leibwissen. Historische Anthropologie des Akteurs. In: Baumbach, Gerda; Darian, Veronika; Heeg, Günther; Primavesi, Patrick; Rekatzky, Ingo (Hg.): Momentaufnahme Theaterwissenschaft. Leipziger Vorlesungen. Berlin: Theater der Zeit 2014 [= Recherchen, 117], S. 107–120.
- Attraversare i confini. Studi di storia dei teatri – Problemi di storia del sapere e di metodologia dalla prospettiva tedesco-lipsiana. In: Università di Torino. Dipartimento di discipline artistiche, musicali e dello spettacolo (Hg.): Il castello di Elsinore. Rivista. Torino: Rosenberg & Sellier [Druck in Vorbereitung].
- Meyerholds »Biomechanik«. (Re-)Konstruktion der Schauspielkunst. In: Baumbach, Gerda (Hg.): Auf dem Weg nach Pomperlörel – Kritik »des« Theaters.' Aufsätze. Leipzig: Universitätsverlag 2010 [= Leipziger Beiträge zur Theatergeschichtsforschung, Bd. 2], S. 297–354.
- »Seid gegrüsst, Maske!« Zur Maskenproblematik in der Neuzeit. In: Birbaumer, Ulf; Hüttler, Michael; Di Palma, Guido (Hg.): Corps du Théâtre. Organicité, contemporanéité, interculturalité. Il Corpo del Teatro. Organicità, contemporaneità, interculturalità. Wien: Hollitzer Wissenschaftsverlag 2010, S. 105–137.
- Leipziger Beiträge und Theatergeschichtsforschung. In: Kirschstein, Corinna: Theater Wissenschaft Historiographie. Studien zu den Anfängen theaterwissenschaftlicher Forschung in Leipzig. Leipzig: Universitätsverlag 2009 [= Leipziger Beiträge zur Theatergeschichtsforschung, Bd. 1], S. IX-XLIV.
- Der Theaterwissenschaftler Meyerhold. Russische Theaterforschung in den ersten Dezennien des 20. Jahrhunderts. In: Hulfeld, Stefan; Peter, Birgit (Hg.): Theater/Wissenschaft im 20. Jahrhundert. Beiträge zur Fachgeschichte. Wien, Köln, Weimar: Böhlau 2009 [= Maske und Kothurn. Internationale Beiträge zur Theater-, Film- und Medienwissenschaft. 55. Jg., H. 1–2], S. 39–71.
- E le Maschere, e i Comici? Meyerholds Korrespondenz zum Venezianischen Theaterstreit des Settecento. In: Susanne Winter (Hg.): Il Mondo e le sue Favole. Sviluppi europei del Teatro di Goldoni e Gozzi. Roma: Edizioni di Storia e Letteratura 2006, S. 25–62.
- Comici und Ciarlatani: Heilen und Spielen – Comödienspiel als Integrationsort von Affektivität und Gegensatzspannung. In: Kick, Hermes Andreas; Taupitz, Jochen (Hg.): Affekte und konstruktive Gestaltung in Psychotherapie, Medien und Politik. Ethische Herausforderung für Wissenschaften und Künste. Berlin: LIT Verlag 2006 [= Affekt – Emotion – Ethik. Veröffentlichungen des Instituts für medizinische Ethik, Grundlagen und Methoden der Psychotherapie und Gesundheitskultur Mannheim, Bd. 3], S. 189–207.
- Vorstellung zweier Welten und das Prinzip der Verkehrung. Die Tradition und Nestroy. In: Yates, W. Edgar; Tanzer; Ulrike (Hg.): Theater und Gesellschaft im Wien des 19. Jahrhunderts. Ausgewählte Aufsätze. Wien: Quodlibet 2006 [= Publikationen der Internationalen Nestroy-Gesellschaft, Bd. 8], S. 71–89.
- Geister-Erscheinungen auf dem Theater. In: Theater Kunst Wissenschaft. Festschrift für Wolfgang Greisenegger. Zusammengestellt v. Institut für Theater-, Film- und Medienwissenschaft, Universität Wien. Wien, Köln, Weimar: Böhlau 2004, S. 53–64.
- Heilen, Spielen, Theater. Ciarlatani und Comici: Gestikulation, Phantasie und Imagination. In: Theaterwissenschaftliche Beiträge. 2002.
- Theaterhistoriographie. Theater der Zeit, Insert Juni 2002, S. 13–19.
- Narr zu Pferde. Versuch über das Hobby-Horse. In: Baumbach, Gerda (Hg.): Theaterkunst & Heilkunst. Studien zu Theater und Anthropologie. Köln, Weimar, Wien: Böhlau 2002, S. 255–326.
- Vom Verschwinden und von der Beharrlichkeit der Comödie. In: Baumbach, Gerda (Hg.): Theaterkunst & Heilkunst. Studien zu Theater und Anthropologie. Köln, Weimar, Wien: Böhlau 2002, S. 1–38.
- »Mehr Exaktheit, Freude, Glanz in den Bewegungen!« Maske und ihre Sprache in der Theaterarbeit V. E. Meyerholds. In: Jeschke, Claudia; Bayerdörfer, Hans-Peter (Hg.): Bewegung im Blick. Beiträge zu einer theaterwissenschaftlichen Bewegungsforschung. Berlin: Vorwerk 2000, S. 192–205.
- Die Maske und die Bestie oder Die Primitivität der westlichen Schauspielkunst. Brechts Verwendung von Theatermasken. In: Maske und Kothurn. Internationale Beiträge zur Theaterwissenschaft. 42. Jg., H. 2–4, Wien, Köln, Weimar: Böhlau 2000, S. 209–240.
- Immer noch Theatralität. Historisch-kritische Erwägungen in Anbetracht der russischen Theaterhistoriographie des frühen 20. Jahrhunderts. In: Münz, Rudolf: Theatralität und Theater. Zur Historiographie von Theatralitätsgefügen. Mit einem einführenden Beitrag von Gerda Baumbach. Hg. v. Gisbert Amm, Berlin: Schwarzkopf & Schwarzkopf 1998, S. 9–59.

### Reihe
- Leipziger Beiträge zur Theatergeschichtsforschung, erscheint seit 2009 im Leipziger Universitätsverlag (10 Bände, weitere Bände in Vorbereitung).[7]